# Rejon żarkowski
Rejon żarkowski (ros. Жарковский район) – rejon w Rosji, w obwodzie twerskim, ze stolicą w Żarkowskiju. Leży na Pojezierzu Smoleńskim.

## Historia
Ziemie obecnego rejonu żarkowskiego w latach 1508–1514 i od 1611 do 1667 znajdowały się w województwie smoleńskim, w Rzeczypospolitej Obojga Narodów.